# St Mary the Great (Cambridge)

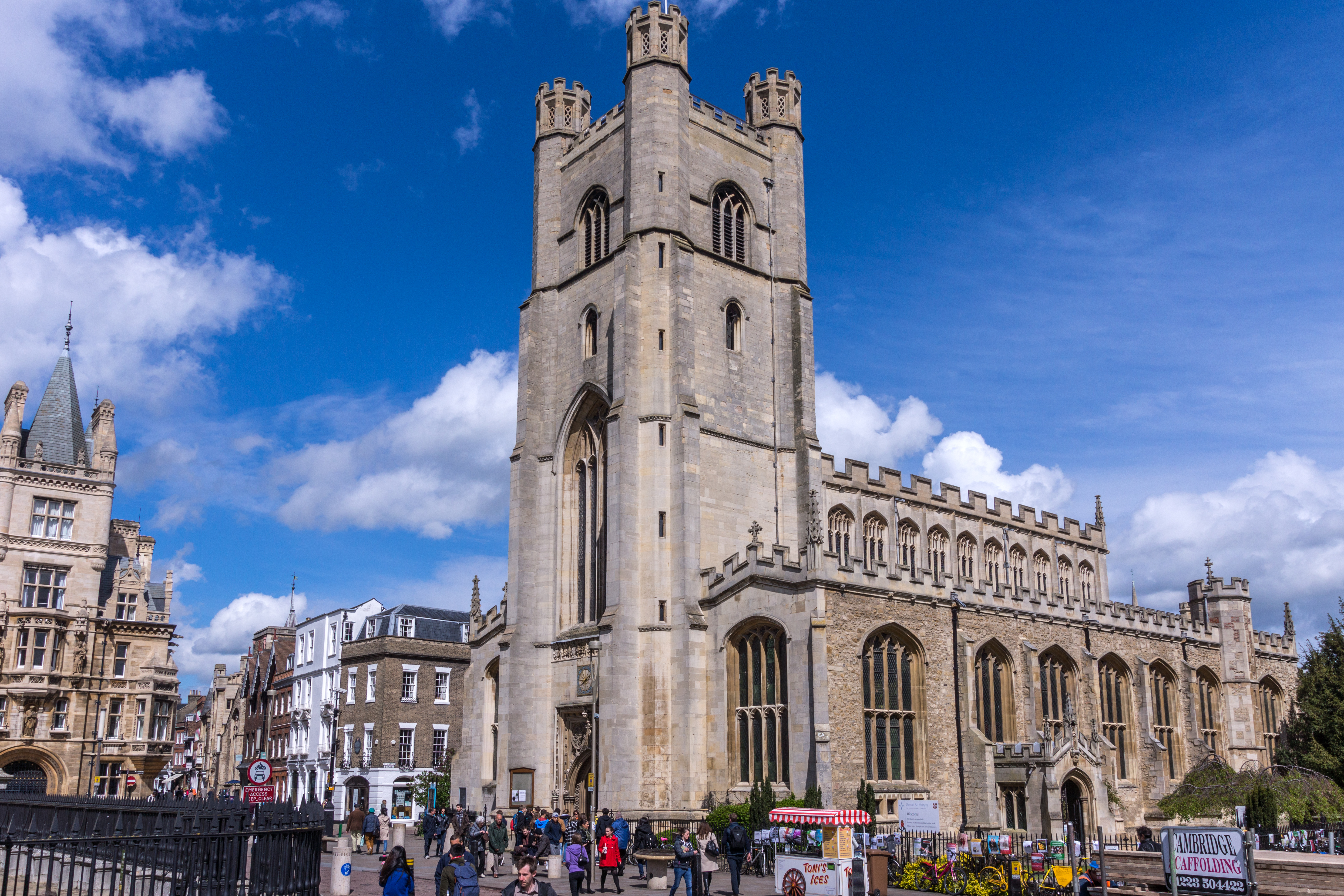
St Mary the Great, Cambridge

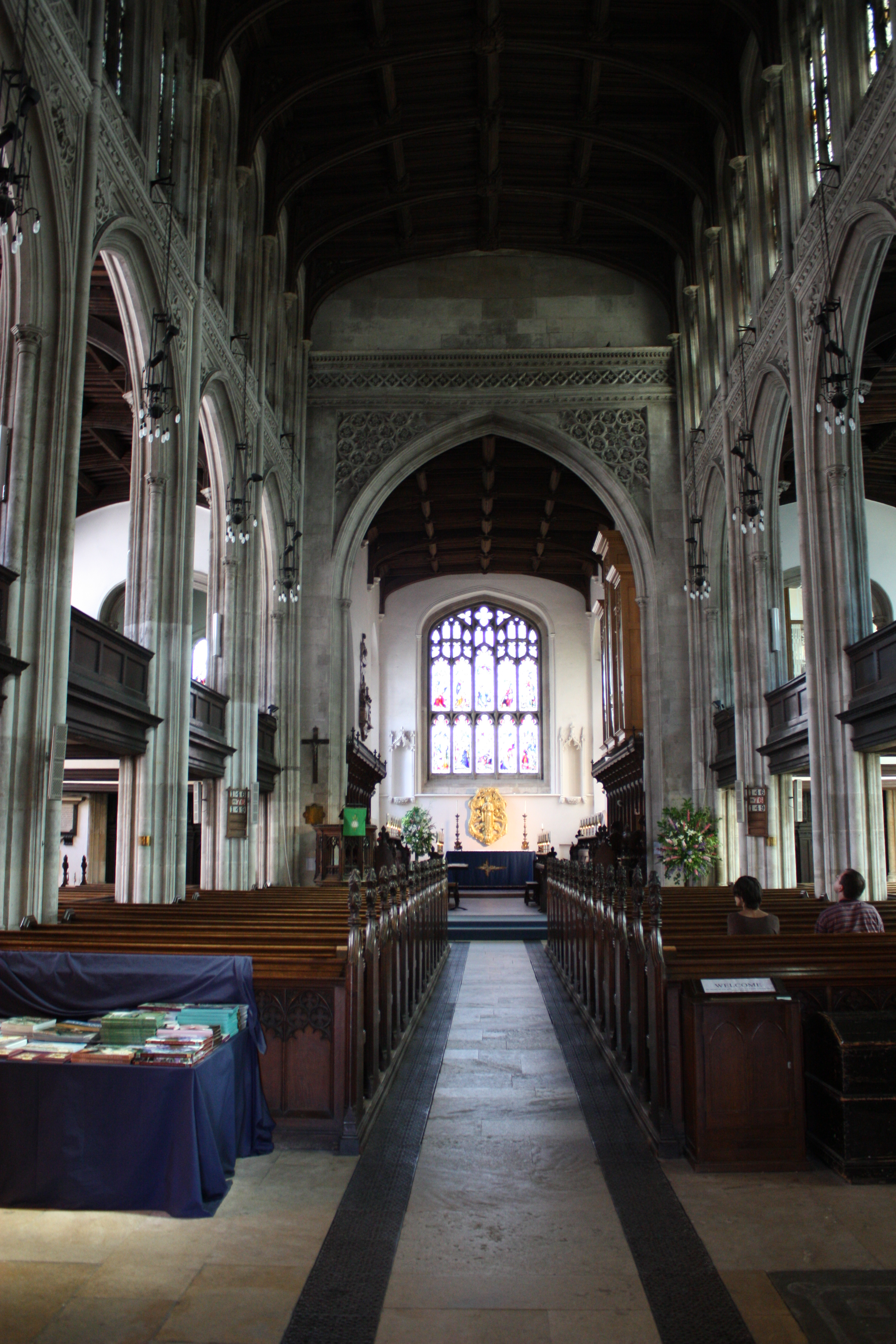
Langhaus und Chor

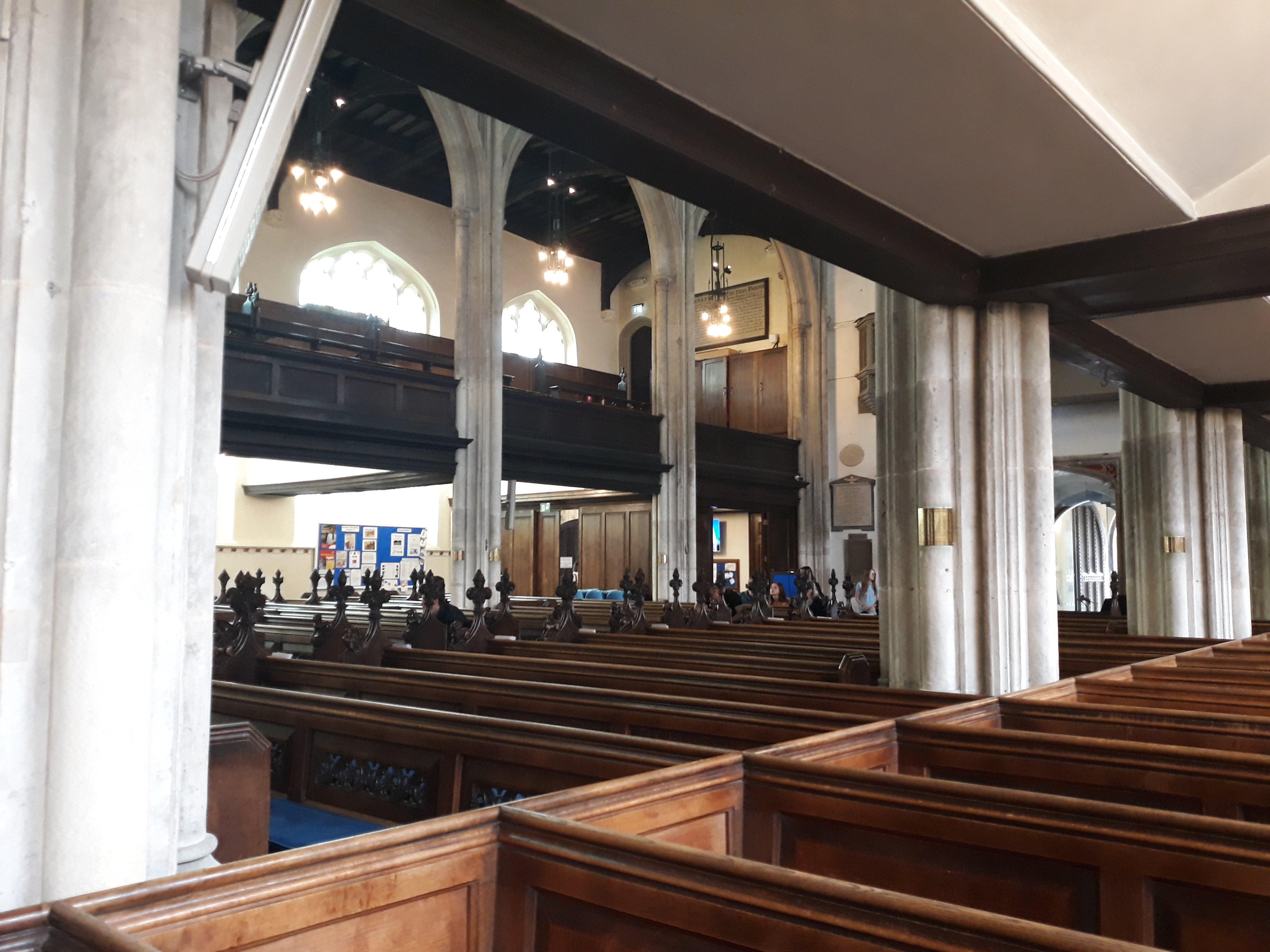
Mittel- und Seitenschiff mit einseitig geschlossenen Kirchenbänken (pews)

Die der Church of England zugehörige Pfarrkirche St Mary the Great in der ca. 100 km nördlich von London gelegenen englischen Universitätsstadt Cambridge ist der Gottesmutter Maria geweiht. Sie ist als Grade-I-Bauwerk anerkannt und gehört zum Major Churches Network.

## Lage
Die Kirche liegt im Zentrum der Stadt etwa 200 m östlich des Flüsschens Cam in einer Höhe von etwa 8 m.

## Geschichte
Eine Kirche mit Namen St Mary-by-the-market wird erstmals im Jahr 1205 erwähnt, doch gilt ein älterer Ursprung als wahrscheinlich. Nach einem Brand am 9. Juli 1290 wurde sie in der ersten Hälfte des 14. Jahrhunderts als gotische Kirche neugebaut. In den Jahren zwischen 1478 und 1519 entstand ein Neubau im spätgotischen Perpendicular Style. Der Neubau des Turms fällt in die Jahre zwischen 1491 und 1596; die Ecktürmchen waren im Jahr 1608 fertiggestellt. Seit dem ausgehenden Mittelalter bestand eine enge Verbindung der Kirche mit dem Trinity College. Hier predigte u. a. Erasmus von Rotterdam; die sterblichen Überreste des Straßburger Reformators Martin Bucer sind hier bestattet.

## Architektur
Die ohne Querhaus und damit auch ohne Vierung errichtete Kirche ist dreischiffig und basilikal, aber wegen den von hölzernen Emporen unterbrochenen hohen Mittelschiffsarkaden nur zweigeschossig. Alle drei Schiffe wie auch der Chor haben Holzgewölbe. Langhaus und Chor sind durch einen Triumphbogen optisch voneinander getrennt. Das Maßwerk der Fenster zeigt die überwiegend geradlinigen Formen des Perpendicular Stils.

## Ausstattung
Zur Ausstattung gehören ein Chorgestühl, eine spätgotische Truhe, eine moderne Orgel sowie zahlreiche Gedenktafeln. Die Glasfenster stammen aus der Mitte des 19. Jahrhunderts. Die Sitzbänke (pews) sind nur nach einer Seite offen.